# Out of the Shadow

Out of the Shadow est le premier album du groupe américain de rock indépendant Rogue Wave qui sort le 18 février 2003 sous le label musical Sub Pop.

## Liste des pistes
1. Every Moment
2. Nourishment Nation
3. Be Kind & Remind
4. Seasick on Land
5. Kicking the Heart Out
6. Postage Stamp World
7. Sewn Up
8. Falcon Settles Me
9. Endgame
10. Endless Shovel
11. Man-Revolutionary!
12. Perfect